# 上海大学附属孟超肿瘤医院
上海大学附属孟超肿瘤医院又名上海孟超肿瘤医院，隶属于上海细胞治疗集团，是位於中華人民共和國上海市嘉定區安亭鎮前杨路118号的一家治療腫瘤的三级肿瘤专科医院，醫院名字來自吴孟超，占地面积51.3亩，建筑面积4.6万平方米。該醫院自稱以免疫治疗和細胞治療技術治療癌症。2016年，上海孟超肿瘤医院启动建设， 2019年底建成，2020年3月21日获得医疗机构执业许可证。5月6日，上海孟超肿瘤医院試運行。10月28日，醫院開通醫保。12月24日，上海孟超肿瘤医院加掛上海大学附属孟超肿瘤医院牌子。

## 外部連結
- 官方网站